# MBC 초대석 (라디오 프로그램)
MBC 초대석은 MBC 표준FM(중파 900kHz, 표준FM 95.9MHz)에서 매일 오전 11시 10분부터 11시 40분까지 방송하는 라디오 인터뷰 프로그램이다. 2003년 가을개편으로 9년 만에 폐지되었다.

## 역대 진행자
- 김한길 (1994년 10월 10일 ~ 1996년 1월 8일)
- 오숙희 (1996년 1월 9일 ~ 1997년 3월 2일)
- 한선교 (1997년 3월 3일 ~ 1997년 9월 30일)
- 안정효 (1997년 10월 1일 ~ 1998년 10월 25일)
- 박경재 (1998년 10월 26일 ~ 2000년 1월 16일)
- 유시민 (2000년 1월 17일 ~ 2000년 10월 29일)
- 이득렬 (2000년 10월 30일 ~ 2001년 1월 28일)
- 차인태 (2001년 1월 29일 ~ 2002년 9월 30일)
- 장원재 (2002년 10월 1일 ~ 2003년 10월 19일)

| MBC 표준FM            |                            |                            |
| 이전                  | MBC 초대석 김한길입니다    | 다음                       |
| MBC 11시 뉴스         | MBC 초대석 김한길입니다    | 격동 30년                  |
| 오전 11시 ~ 11시 10분 | 오전 11시 10분 ~ 11시 40분 | 오전 11시 40분 ~ 11시 57분 |
| 전국방송              | 전국방송                   | 전국방송                   |

| MBC 표준FM            |                            |                            |
| 이전                  | MBC 초대석 오숙희입니다    | 다음                       |
| MBC 11시 뉴스         | MBC 초대석 오숙희입니다    | 격동 30년                  |
| 오전 11시 ~ 11시 10분 | 오전 11시 10분 ~ 11시 40분 | 오전 11시 40분 ~ 11시 57분 |
| 전국방송              | 전국방송                   | 전국방송                   |

| MBC 표준FM            |                            |                            |
| 이전                  | MBC 초대석 한선교입니다    | 다음                       |
| MBC 11시 뉴스         | MBC 초대석 한선교입니다    | 격동 30년                  |
| 오전 11시 ~ 11시 10분 | 오전 11시 10분 ~ 11시 40분 | 오전 11시 40분 ~ 11시 57분 |
| 전국방송              | 전국방송                   | 전국방송                   |

| MBC 표준FM            |                            |                            |
| 이전                  | MBC 초대석 안정효입니다    | 다음                       |
| MBC 11시 뉴스         | MBC 초대석 안정효입니다    | 격동 30년                  |
| 오전 11시 ~ 11시 10분 | 오전 11시 10분 ~ 11시 40분 | 오전 11시 40분 ~ 11시 57분 |
| 전국방송              | 전국방송                   | 전국방송                   |

| MBC 표준FM            |                            |                            |
| 이전                  | MBC 초대석 박경재입니다    | 다음                       |
| MBC 11시 뉴스         | MBC 초대석 박경재입니다    | 격동 30년 격동 50년        |
| 오전 11시 ~ 11시 10분 | 오전 11시 10분 ~ 11시 40분 | 오전 11시 40분 ~ 11시 57분 |
| 전국방송              | 전국방송                   | 전국방송                   |